# K.D. Aubert
Karen Denise "KD" Aubert (født 6. december 1978)  er en amerikansk skuespillerinde og tidligere model.

## Biografi

### Tidlige liv
Aubert blev født i Shreveport i Louisiana i USA og er af afrikansk-amerikansk og Louisiana Creole (infødt afriskansk og fransk) afstamning, der beskriver sig selv som "Afro-amerikaner med et strejf af Creole". Hun voksede op i Californien og gik på San Diego State University, hvor hun spillede på aztekernes softballhold. Hun er medlem af Alpha Kappa Alpha Sorority.

### Karriere
Hun blev opdaget da hun arbejdede bag disken i make-up-butikken Macy's. Hun har modelleret for Victoria's Secret, Noxzema, Frederick's of Hollywood, Escada og mange flere. Hun var med-vært på MTV's Kidnapped og har medvirket i flere film og musikvideoer. I 1999 begyndte hun karrieren som skuespiller, og medvirkede i tre episoder af tv-serien Clueless. I 2002 medvirkede hun i filmen The Scorpion King, og derefter i 2003 spillede hun rollen som vampyren Nikki Wood i syvende sæson af serien Buffy - Vampyrernes Skræk. Senere medvirkede hun i andre film, herunder Hollywood Homicide og Soul Plane med Kevin Hart. I 2007 lagde hun stemme til karakteren Platinum i videospillet Def Jam: Icon.
Aubert er også et af de fire oprindelige Fantanas, en kvindelig gruppe spokesmodels, der findes i tv- reklamer for læskedrikken Fanta. Hun var Strawberry Fantaen. Hun ses med hendes kollega-Fanta'erne i Maxim magasin online girl galleri og blev placeret som nummer 91 og 97 på Maxim Hot 100 Woman fra 2003 og 2004. Hun har også været med i en reklame for Bacardi og Cola.

## Filmografi
- Formilyer (2010) – Mrs.Caren
- Still Waiting... (2009) – Trina
- Surfer, Dude (2008) – April May
- The Grand (2007)-Julie
- In the Mix (2005) – Cherise
- Frankenfish (2004) – Eliza
- Soul Plane (2004) – Giselle
- DysEnchanted (2004) – Little Red Riding Hood
- Hollywood Homicide (2003) – Shauntelle/Streetcar Blanche
- Friday After Next (2002) – Donna
- The Scorpion King (2002) – Harlot

## Fjensyn
- CSI: NY (2008) – Maude
- Bones (2005, 1 episode, The Man in the Bear) – Toni – Delivery Person
- Buffy - Vampyrernes Skræk (2003) – Nikki Wood
- Kidnapped (2002) – Med-vært

## Musikvideoer
- Lloyd (singer) "Lay It Down"
- Ludacris "Number One Spot"
- Fabolous featuring Tamia's "Into You (Remix)"
- Fabolous and P.Diddy's "Trade it All Part II"
- Belly f. Mario Winans: "Ridin'"
- Ne-Yo feat. Jamie Foxx Fabolous "She got her Own"
- Lloyd Banks feat. Avant "Karma"
- Nick Cannon "Your Pop's Don't Like Me"
- Da Backwudz "I Don't Like the Look of It"
- Slique "Got it For Me"

## Videospil-optrædener
- Def Jam: Icon som Platinum